# Opioider
Opioider er forbindelser der kan binde sig til opioid-receptorerne i blandt andet centralnervesystemet, hvor de har en smertestillende effekt, og ca. 467.000 danskere er i langtidsbehandling med opioider for kroniske smerter. Andre, ofte uønskelige virkninger af opioider er kvalme, forstoppelse, hæmning af åndedrætsrefleksen, eufori og sløret bevidsthed. Opioiderne kan selv efter kort tids brug give tilvænning og afhængighedsproblemer.
En vigtig undergruppe er opiumsalkaloider, også kaldet opiater, der fremstilles af opiumvalmuer. Eksempler på opiater er morfin, heroin, kodein, tramadol og oxycodon.
Der findes en række syntetiske opioider, som ikke er kemisk beslægtede med opiaterne, og flere af disse stoffer er meget potente. Eksempler på syntetiske opioider er metadon, buprenorphin, fentanyl, ketobemidon, pethidin og dextropropoxyphen.
Lattergas, N2O, formodes at have sin analgetiske virkning gennem stimulation af særligt den µ-opioide receptor.

## Mekanisme
Ved binding af et opioid til en opioid-receptor aktiveres opioid-receptoren og en signaltransduktion startes. Det er en kompleks kaskade af molekylære reaktioner kaldet cAMP/PKA/CREB-signalvejen,
der involverer en lang række molekyler. cAMP/PKA/CREB-signalvejen ender med at CREB-proteinet binder sig til de såkaldte cAMP-responselementer, CRE, på cellekernens DNA som en transkriptionsfaktor for enten at øge eller mindske transkriptionen af visse gener, dvs. syntesen af visse proteiner. Dette hæmmer neurotransmitter-frigivelsen og medfører en smertelindring. cAMP/PKA/CREB-signalvejen er afgørende for smertemodulering, hukommelsesdannelse og synaptisk plasticitet.

## Misbrug
Opioid-krisen henviser til det omfattende overforbrug, specielt i USA, af opioidlægemidler, både receptudskrevne og fra ulovlige kilder. Epidemien begyndte langsomt i USA i slutningen af 1990'erne, og førte til en enorm stigning i opioidforbruget i de senere år, hvilket bidrog til over 70.000 dødsfald ved narkotikaoverdosering i USA i 2018, se diagrammet. Det skønnes, at der er 2 millioner misbrugere af opioider i USA.
Pr 2019 døde 130 mennesker dagligt i USA af opioid-overdoser, som indtil 2024 har taget 730.000 amerikanske liv. Samtidig har Sackler-familien i New York tjent sig styrtrig på lægemidlet. Sackler-familien nedstammer fra jødiske immigranter fra Ukraine og Polen til USA tidligt i 1900-tallet. Mens forældrene drev en grøntsagshandel i Brooklyn, studerede deres tre sønner Arthur, Mortimer og Raymond - født mellem 1913 og 1920 - medicin. Pr 2019 havde familien en samlet formue på US$ 13 milliarder og er dermed en af USAs rigeste. Sacklers er kendt for filantropi med særlig interesse for kunst, medicinsk forskning og uddannelse ved universiteter i USA og Tel Aviv. Museer som Louvre og Guggenheim har modtaget donationer fra dem og haft afdelinger med deres navn.
I 1990'erne var amerikanske læger varsomme med opioid-behandling af smerter. Men så begyndte en lille gruppe af læger, betalt af større lægemiddelselskaber, at argumentere for, at smerter underbehandles i helsevæsenet. Brødrene Mortimer og Raymond Sackler havde købt det lille lægemiddelselskab Purdue Fredrick Company i 1952. I 1991 omdøbte de det til Purdue Pharma, og i løbet af nogle år var det ledende indenfor smertestillende medicin. I 1996lancerede Purdue Pharma OxyContin, indeholdende et kemisk stof nært beslægtet med heroin og dobbelt så stærkt som morfin. Firmaet påstod, at OxyContin frigjorde opioiderne langsommere end andre midler og dermed var mindre afhængighedsskabende. I 2004 blev firmaet for første gang sagsøgt af statsadvokaten i West Virginia, for misvisende markedsføring. Selskabet indgik et forlig. Tre år senere erkendte firmaet sig skyldig i vildledende markedsføring i et nyt forlig, og betalte en bøde på US$ 600 millioner. Ved nytår 2019 er selskabet og familien sagsøgt af mer end 600 byer, distrikter og indianerstammer.